# 음력 8월
음력 8월(陰曆八月) 또는 장월(壯月)은 음력에서 여덟 번째 달이다.
이 달에는 중기인 추분과 절기인 백로 혹은 한로가 들어있으며, 음력 8월 30일이 없는 해도 있다.
월건은 유(酉)이다.

## 8월이윤달인 해
- 1900년 (양력 1900년 9월 24일 ~ 10월 22일, 29일간)
- 1957년 (양력 1957년 9월 24일 ~ 10월 22일, 29일간)
- 1976년 (양력 1976년 9월 24일 ~ 10월 22일, 29일간)
- 1995년 (양력 1995년 9월 25일 ~ 10월 23일, 29일간)
- 2052년 (양력 2052년 9월 23일 ~ 10월 22일, 30일간)
- 2071년 (양력 2071년 9월 24일 ~ 10월 22일, 29일간)
- 2090년 (양력 2090년 9월 24일 ~ 10월 22일, 29일간)
- 2234년 (양력 2234년 9월 24일 ~ 10월 22일, 29일간)
- 2253년 (양력 2253년 9월 24일 ~ 10월 22일, 29일간)[1]
- 2272년 (양력 2272년 9월 23일 ~ 10월 22일, 30일간)

## 기념일, 연중행사
- 음력 8월 15일 - 추석.

## 참조
- 음력 360일